# فودوئو: نسل جدید
فودوئو: نسل جدید (ژاپنی: 極道戦国志 不動) فیلمی ژاپنی در ژانر اکشن به کارگردانی تاکاشی میکه است که در سال ۱۹۹۶ منتشر شد. از بازیگران آن می‌توان به شوسوکه تانیهارا اشاره کرد. این فیلم بر اساس یک سری مانگای ناتمام از هیتوشی تانیمورا ساخته شده‌است. دو دنباله از این فیلم ساخته شد که هیچ‌کدام توسط میکه کارگردانی نشدند.

## کتابشناسی
- Mes, Tom (2006). Agitator: The Cinema of Takashi Miike. FAB Press. ISBN 1903254418.